# Jan Grzegorzewski (krajoznawca)

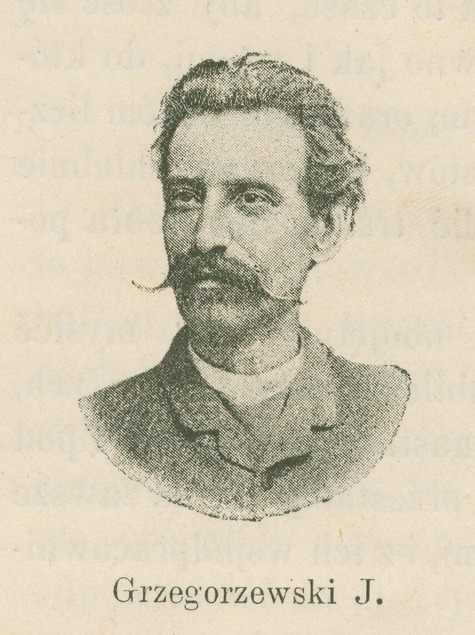

Jan Grzegorzewski (ur. ok. 1850 w Szulejkach w powiecie zwiahelskim na Wołyniu, zm. 1922) – polski etnograf, slawista, literat, krajoznawca i orientalista.
Gimnazjum ukończył w Żytomierzu. Slawistykę studiował w Odessie. Spędził wiele lat w Turcji i na Bałkanach. W Konstantynopolu i Sofii założył instytucje orientalistyczne "Hyacynthaeum", na cześć św. Jacka – pierwszego orientalisty polskiego, którego Grzegorzewski uważał za autora tzw. Kodeksu Kumańskiego ("Codex Cumanicus") św. Marka w Wenecji, wydanego przez Akademię budzyńską.
W Krakowie, najprawdopodobniej od 1914 r., rozpoczął wydawanie czasopisma "Rocznik Orientalistyczny", a w roku 1919 wydał we Lwowie książkę Na Spiszu. Studia i teksty folklorystyczne.
Grzegorzewski interesował się polskimi Karaimami. Był autorem wielu prac z dziejów Słowiańszczyzny.